# ليزلي ويلكي
ليزلي ويلكي (بالإنجليزية: Leslie Wilkie)‏ هو رسام أسترالي، ولد في 27 يونيو 1878، وتوفي في 4 سبتمبر 1935.